# Chiesa di Santa Maria Alemanna
La chiesa di Santa Maria Alemanna è una chiesa di Messina, si trova in via Sant'Elia.
Rappresenta la più alta espressione dell'arte gotica nell'area del Mediterraneo, ed è in puro stile gotico, ha conservato intatta l'ossatura datagli e la si può ammirare secondo lo stile originario.

## Storia

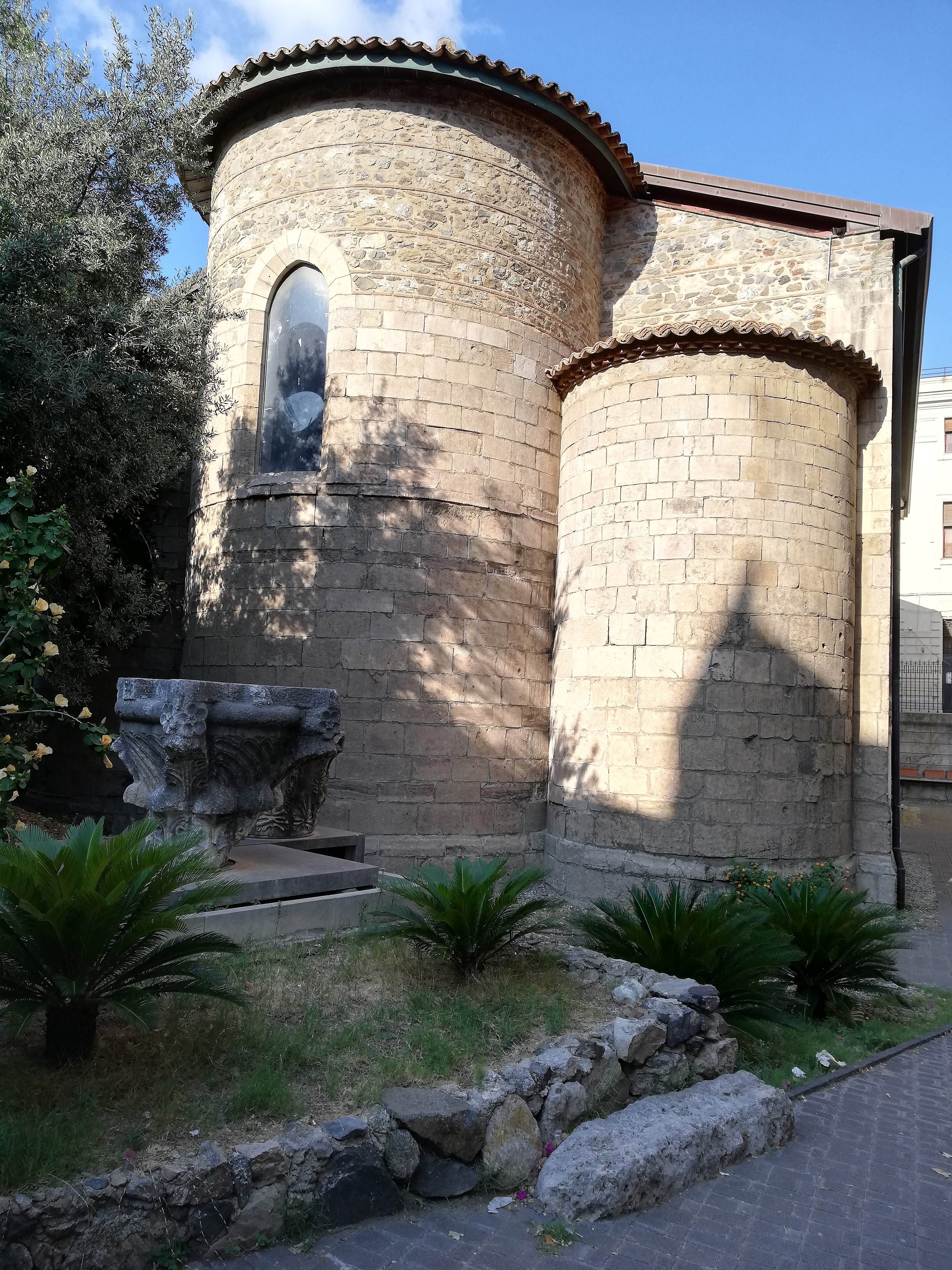
Absidi.

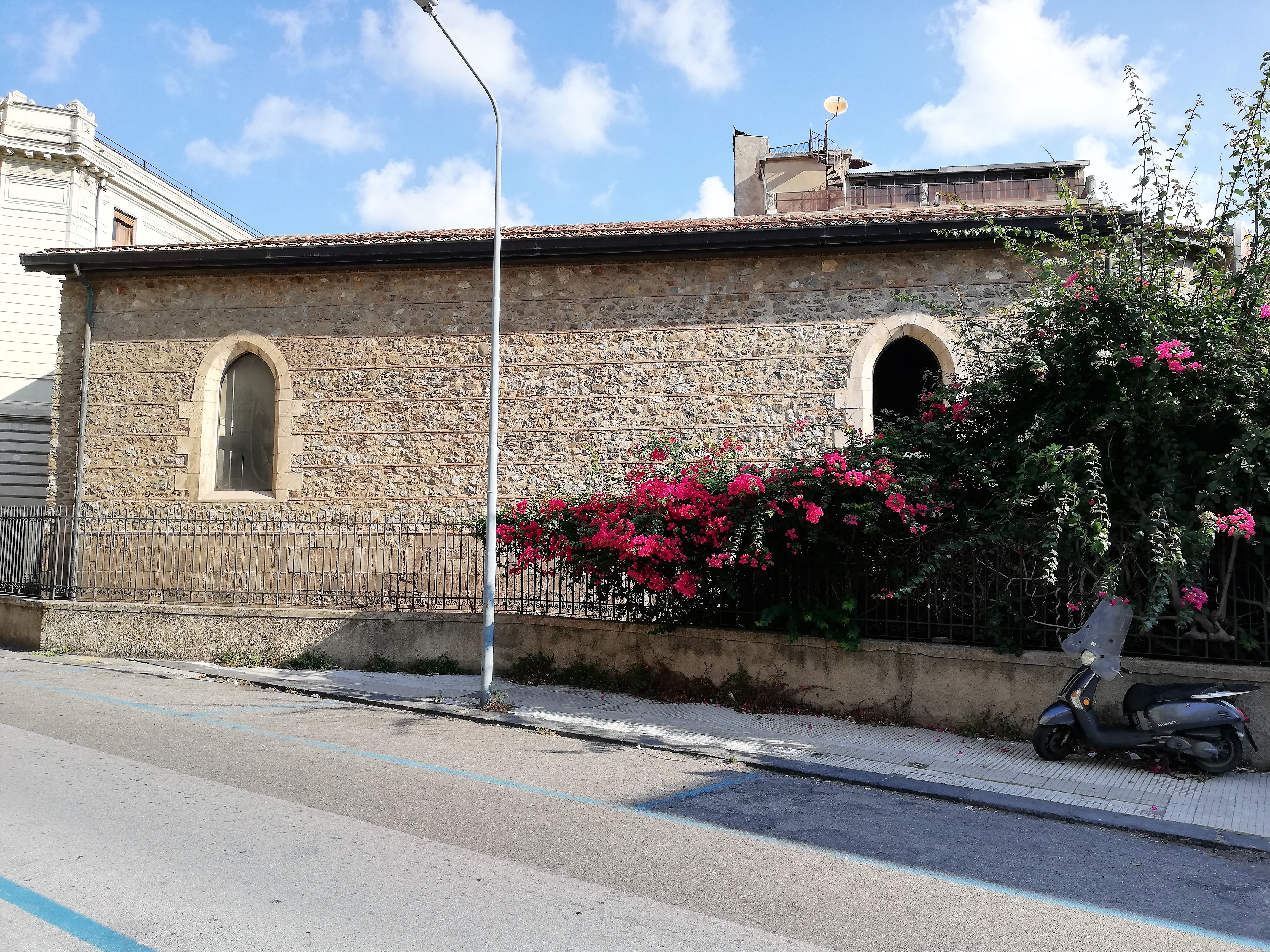
Prospetto laterale destro.

Il Priorato di Santa Maria Alemanna è annesso alla Real Badia della Magione e concessa dall'Imperatore Enrico VI di Svevia all'ordine Teutonico verso l'anno 1195.
È realizzato un ospedale contiguo, nel 1220 da maestranze tedesche per volere di Ermanno di Salza - consigliere di Federico II di Svevia - per assicurare ai Cavalieri Teutonici, impegnati nelle crociate, un luogo di sosta e di rifornimento.
I Cavalieri stabilirono qui il loro Priorato e si servirono dell'ospedale per accogliere i reduci dalla terra santa e prestare loro cura.
Furono proprio i Cavalieri Teutonici a intitolarla a Santa Maria Alemanna, nome con cui ancora oggi è nota. Dell'ospedale antico rimane solo una piccola traccia sotto forma di un archetto ogivale e un frammento murario nei pressi delle absidi della chiesa.

### Epoca rinascimentale e Barocca
Alla fine del XV secolo, all'incirca intorno al 1485, venne abbandonata dai Cavalieri Teutonici e passò sotto la cura della Arciconfraternita dei Rossi (una delle più antiche Confraternite esistenti, nata a Messina e riconosciuta dal papato) che ne gestì l'ospedale, nel quale nel 1571, dopo la battaglia di Lepanto trovò ricovero un personaggio degno di nota, lo scrittore spagnolo Miguel de Cervantes autore qualche anno dopo della famosa opera Don Chisciotte della Mancia (1605).
Delle cronache locali ci fanno sapere che già nel 1606 sia la chiesa che l'ospedale giacevano in stato di abbandono, in seguito durante un temporale nel 1612 venne colpita da un fulmine che gravemente ne danneggiò il tetto.
Sunto estratto dalla relazione circa la sacra regia visita di monsignor Giovanni Angelo de Ciocchis a Messina. Tra il 1741 e il 1743 l'incaricato regio compie per conto del sovrano di Sicilia Carlo III di Spagna una ricognizione generale di benefici e beni religiosi soggetti a patronato regio, all'interno dell'intero territorio siciliano e contemplati nella raccolta di atti e documenti denominati "Acta e Monumenta".
- La chiesa è così antica, che reputasi tempio di Gentili, come si evince da vari segni gentileschi scolpiti nelle pietre della fabbrica e attribuiti dalla tradizione. Sin dall'anno 1605 la chiesa è di cura della Arciconfraternita di Sant'Angelo dei Rossi, che per decreto dell'anteriore regia visita dell'illustrissimo e reverendissimo Maurizio Filippo Sardina ottenne un appannaggio di onze diciotto annue.

La costruzione subisce i danni derivanti dalla caduta di un fulmine.
Il sacro tempio dell'antico Priorato ha il prospetto principale rivolto a occidente, un ingresso laterale verso settentrione. All'interno presentava tre altari:
- "Abside principale": Altare Maggiore dedicato a Dio col titolo di Nostra Donna dei Dolori, è presente un quadro su tela.
- "Absidiola destra": Altare intitolato a S. ... di cui vi è un'altra sacra Immagine su tela;
- "Absidiola sinistra": Altare intitolato a Santa Maria Alemanna che dà il titolo al Priorato, è presente l'antichissima sacra Immagine dipinta su tavola.

Il terremoto della Calabria meridionale del 1783 continuò la rovina della struttura, danneggiandone la facciata. L'edificio è utilizzato per anni come bottega da fabbri, come magazzino e come deposito.

### Epoca contemporanea
Rimase indenne nel sisma del 1908, a testimonianza di ciò, la chiesa si trova ad un livello più basso rispetto a quello stradale, ma per esigenze imposte dal nuovo Piano Regolatore (1911), venne demolito il prospetto ovest e l'edificio venne accorciato in lunghezza.
Tra il 1949 e il 1951 subì interventi di recupero e nel 1985 la ricollocazione del portale laterale, dopo gli interventi di restauro del 1994 si provvide per la copertura lignea della struttura e il suddetto prospetto ovest, venne ricostruito in vetro. Nel 2001 fu riaperta alla pubblica fruizione e adesso al suo interno vengono organizzate mostre, eventi e spettacoli.
Nel novembre del 2013 la chiesa è stata inserita nel percorso 'Sulle orme di Federico', viaggio culturale organizzato dalla Fondazione Federico II di Palermo. In tale occasione, il 20 novembre 2013 nei locali della chiesa, si è svolto l'incontro su 'Federico II e Bisanzio'.

## Descrizione
L'edificio è di pianta basilicale ma sezione transversale di Staffelkirche a tre navate separate da triplici fasci di pilastri con semicolonne addossate da cui si dipartono archi a sesto acuto slanciati in direzione trasversale e longitudinale che vanno a chiudersi sui semipilastri disposti lungo i muri perimetrali. Le volte sono a crociera costolonata su campate rettangolari e si concludono in tre absidi a emiciclo. La parete destra dell’abside, illuminata da un’apertura doppiamente strombata, accoglie una nicchia trilobata di modeste dimensioni.
Nel ripristinato portale principale si riconoscono alcuni conci in cui l’archivolto ad ogiva mostra una doppia ghiera recante al suo interno immagini di mostri e figure di simbolica ascendenza pagana che hanno indotto gli studiosi ad ipotizzare una origine “gentilesca” della chiesa. Il materiale prevalentemente utilizzato, oltre al marmo ed al calcare con venature grigio-verdi, è il gesso (nelle varianti selenitica ed alabastrina) dotato di particolare qualità rifrangente, tanto da generare i caratteristici effetti alabastrini.
L'unica decorazione rimasta è leggibile nei capitelli dalle diverse figurazioni a elementi floreali, talvolta commiste a mostri ne figure umane.

## Priorato dei Cavalieri Teutonici
Priorato dei Cavalieri Teutonici o di Santa Maria Alemanna

## Ospedale di Santa Maria Alemanna
- Ospedale del Priorato dei Cavalieri Teutonici sotto il titolo di «Santa Maria Alemanna». Istituzione aggregata all'Ospedale Grande sotto il titolo della «Madonna della Pietà».